# آرتور سویج
آرتور سویج (به انگلیسی: Arthur Savage) بازیکن فوتبال زادهٔ ۱۸ اکتبر ۱۸۵۰ اهل انگلستان بود که سابقهٔ بازی در تیم ملی فوتبال انگلستان را در کارنامهٔ خود دارد. وی در تاریخ ۴ مارس ۱۸۷۶ تنها بازی ملی خود را در مقابل تیم ملی فوتبال ولز انجام داد.